# Tuija Vuoksiala
Tuija Mirjam Inkeri Vuoksiala nata Oksanen (25 agosto 1961) è un'ex biatleta finlandese.

## Biografia
In Coppa del Mondo ottenne il primo risultato di rilievo il 21 gennaio 1988 ad Anterselva (13ª) e come migliori risultati de quinti posti.
In carriera prese parte a un'edizione dei Giochi olimpici invernali, Lillehammer 1994 (36ª nella sprint, 55ª nell'individuale, 10ª nella staffetta), e a nove dei Campionati mondiali, vincendo tre medaglie.

## Palmarès

### Mondiali
- 3 medaglie:
  - 3 bronzi (staffetta a Egg am Etzl/Ruhpolding 1985; individuale[2] a Lahti/Lake Placid 1987; staffetta a Minsk/Oslo/Kontiolahti 1990)

### Coppa del Mondo
- Miglior piazzamento in classifica generale: 15ª nel 1989